# Ellen Moons
Ellen Patricia Adelheid Moons född den 17 augusti 1966, är en belgisk fysiker och professor verksam vid Karlstads universitet.
Moons disputerade 1995 vid Weizmann Institute of Science i Rehovot, Israel, på en avhandling om fysikaliska och kemiska egenskaper hos halvledarmaterialen CuInSe2 och CdTe i solceller och dioder.
Hon har fortsatt att  forska om molekylära halvledarmaterial, bland annat om hur elektriskt ledande polymerer kan användas i solceller och omvandla solljus till el. Forskningen sträcker sig över ämnesgränserna mellan fysik, kemi och elektroteknik. Sedan år 2000 är hon verksam vid Karlstads universitet där hon 2011 utsågs till professor i fysik.
Sedan 2002 har forskning kring polymerbaserade solceller utförts vid Karlstads universitet med stöd från Vetenskapsrådet, Energimyndigheten och Göran Gustafssons Stiftelse för Naturvetenskap och Medicin. Forskargruppen deltar i COST Action MP1307, StableNextSol med över 60 partners från 26 länder. År 2017 tilldelades ett konsortium som Moons leder ett 5-årigt stöd från Knut och Alice Wallenbergs stiftelse (KAW) för projektet "Mastering Morphology for solution-borne electronics". Hennes vetenskapliga publicering har (2024) enligt Scopus över 7 000 citeringar och ett h-index på 36.
Moons utsågs 2017 till ledamot i Kungliga Vetenskapsakademien.
Hon är (2024) ordförande i Nobelkommittén för fysik.

## Utmärkelser
- 2011 – Göran Gustafssonpriset i fysik,[9] ”för sina avgörande forskningsinsatser om grundläggande egenskaper för organiska och hybridbaserade solceller”
- 2017 – Ledamot av Kungliga Vetenskapsakademien[7]